# Sông Hồng
Sông Hồng (hay Hồng Hà, còn có các tên gọi khác là sông Cái, sông Cả, sông Thao, Nhị Hà, Nhĩ Hà) là con sông có tổng chiều dài là 1.149 km bắt nguồn từ Vân Nam, Trung Quốc chảy qua miền Bắc Việt Nam và đổ ra vịnh Bắc Bộ, trên đất Việt Nam dài 556 km. Đây là dòng sông quan trọng của nền văn hóa lúa nước Việt Nam.

## Tên gọi
Sông được gọi là Sông Hồng (chữ Nôm: 瀧紅) hay Hồng Hà (chữ Hán: 紅河) do con sông có màu đỏ nhạt. Sông cũng hay được gọi Sông Cái (người Pháp đã phiên tên gọi này thành Song-Koï, tuy nhiên họ thường dùng tên gọi Fleuve Rouge hơn) bởi sông Hồng là khởi nguyên cho nền Văn minh lúa nước của Việt Nam. Đoạn chảy trên lãnh thổ Trung Quốc được gọi là Nguyên Giang (元江, bính âm: yuan2 jiang1), đoạn đầu nguồn có tên là Lễ Xã Giang (禮社江).

## Dòng chảy và lưu lượng

### Dòng chính
Dòng chính (chủ lưu) của sông Hồng bắt nguồn từ vùng núi thuộc huyện Nguy Sơn, tỉnh Vân Nam, Trung Quốc ở độ cao 1.776 m. Chi lưu phía Đông bắt nguồn từ vùng núi huyện Tường Vân. Chủ yếu nó chảy theo hướng Tây Bắc - Đông Nam, qua huyện tự trị Nguyên Giang của người Thái (傣 Dăi), Di (彞), Cáp Nê (哈尼 Hani, ở Việt Nam gọi là người Hà Nhì). Đến biên giới Việt - Trung, sông Hồng chạy dọc theo biên giới khoảng 80 km; bờ Nam sông thuộc Việt Nam, bờ Bắc vẫn là lãnh thổ Trung Quốc.
Điểm tiếp xúc đầu tiên của sông Hồng với lãnh thổ Việt Nam là tại xã A Mú Sung (huyện Bát Xát, tỉnh Lào Cai), chính giữa sông là điểm phân chia lãnh thổ hai nước. Đến thành phố Lào Cai, sông Hồng chảy hẳn vào lãnh thổ Việt Nam. Đến phía Đông thành phố Lào Cai, sông thành ranh giới giữa thành phố và huyện Bảo Thắng, đi qua Bảo Thắng và Bảo Yên, dọc theo ranh giới Bảo Yên và Văn Bàn.
Sông chảy qua Văn Yên rồi Trấn Yên (Yên Bái) và thành phố Yên Bái, sang Hạ Hòa (Phú Thọ), dọc theo ranh giới giữa Hạ Hòa, Thanh Ba, thị xã Phú Thọ, Lâm Thao, Việt Trì ở tả ngạn và Cẩm Khê, Tam Nông ở hữu ngạn.
Sông chảy dọc theo ranh giới giữa tỉnh Vĩnh Phúc (các huyện Vĩnh Tường, Yên Lạc) ở tả ngạn và Hà Nội (các huyện, thị xã Ba Vì, Sơn Tây, Phúc Thọ) ở hữu ngạn.
Sông chảy qua Hà Nội với các quận, huyện Đan Phượng, Bắc Từ Liêm, Tây Hồ, Ba Đình, Hoàn Kiếm, Hoàng Mai, Hai Bà Trưng, Thanh Trì ở hữu ngạn và Mê Linh, Đông Anh, Long Biên, Gia Lâm ở tả ngạn.
Sông thành ranh giới tự nhiên giữa:
- Hà Nội (Thanh Trì, Thường Tín, Phú Xuyên) ở hữu ngạn và Hưng Yên (Văn Giang, Khoái Châu, Kim Động) ở tả ngạn;
- Hà Nội (Ba Vì, Sơn Tây, Phúc Thọ) ở hữu ngạn và Vĩnh Phúc (Vĩnh Tường, Yên Lạc) ở tả ngạn;
- Hà Nam (Duy Tiên, Lý Nhân) ở hữu ngạn và Hưng Yên (thành phố Hưng Yên) ở tả ngạn;
- Hà Nam (Lý Nhân) ở hữu ngạn và Thái Bình (Hưng Hà, Vũ Thư) ở tả ngạn;
- Nam Định (thành phố Nam Định, Nam Trực, Trực Ninh, Xuân Trường, Giao Thủy) ở hữu ngạn và Thái Bình (Vũ Thư, Kiến Xương, Tiền Hải) ở tả ngạn và đổ ra Biển Đông ở cửa Ba Lạt.

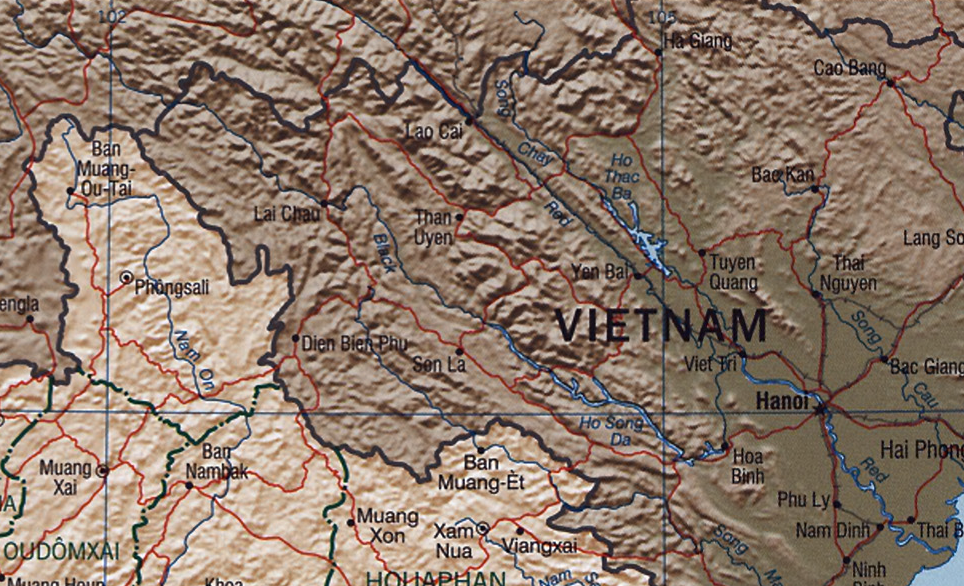
Hệ thống sông Hồng

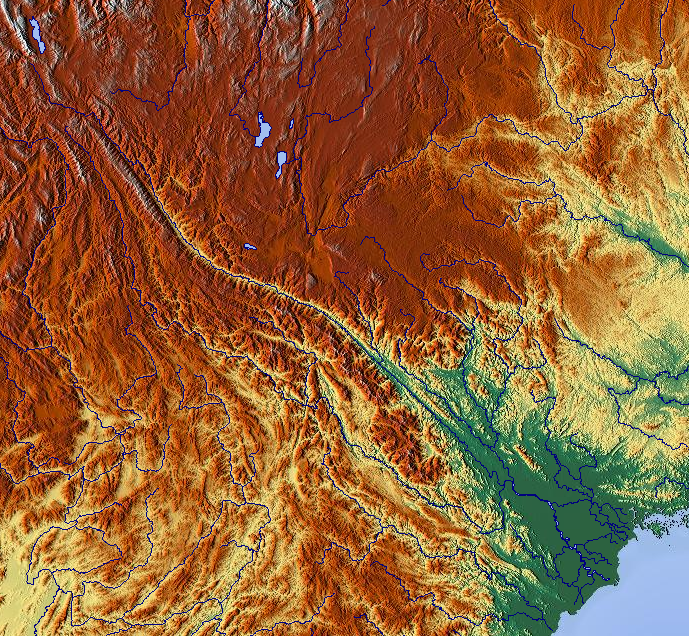
Bản đồ địa lý Sông Hồng và khu vực Bắc Bộ

Ở Lào Cai sông Hồng cao hơn mực nước biển 73 m. Đến Yên Bái cách Lào Cai 145 km thì sông chỉ còn ở cao độ 55 m. Giữa hai tỉnh đó là 26 ghềnh thác, nước chảy xiết. Đến Việt Trì thì triền dốc sông không còn mấy nên lưu tốc chậm hẳn lại. Đồng bằng sông Hồng nằm ở hạ lưu con sông này.
Sông Hồng có lưu lượng nước bình quân hàng nǎm rất lớn, tới 2.640 m³/s (tại cửa sông) với tổng lượng nước chảy qua tới 83,5 tỷ m³, tuy nhiên lưu lượng nước phân bổ không đều. Về mùa khô lưu lượng giảm chỉ còn khoảng 700 m³/s, nhưng vào cao điểm mùa mưa có thể đạt tới 30.000 m³/s.

### Phụ lưu
Các phụ lưu của Sông Hồng bắt nguồn từ Trung Quốc qua Việt Nam tới biển là:
- Ngòi Phát (Lào Cai)
- Ngòi Bo (Lào Cai)
- Ngòi Nhù (Lào Cai)
- Ngòi Hút (Lào Cai)
- Ngòi Thia (Lào Cai)
- Ngòi Lao (Lào Cai)
- Ngòi Giành (Phú Thọ)
- Sông Cầu Tây (Phú Thọ)
- Ngòi Cỏ (Phú Thọ)
- Sông Bứa (Phú Thọ)
- Sông Đà với các phụ lưu: Nậm Ma, Nậm Củn, Nậm Ngòa, Nậm Pằn, Phi Châu, Nậm Táng Thủm, Nậm Hỏ Sa, Nậm Khục, Nậm Vinh, Nậm Han, Nậm Kha A, Nậm Kha Ú, Nậm Luồng, Nậm Bum, Nậm Nhạt, Nậm Na, Nậm Mức, Nậm Ma, Nậm Muội, Nậm Giôn, Nậm Mu, Suối Chiến, Suối Hội, Suối Chim, Suối Sập, Sông Tắc, Suối Khoáng, Suối Tân, Suối Trầm, Suối Vàng, Suối Cái, Suối Lặt,...
- Sông Lô với các phụ lưu: Thanh Thủy, Nậm Seởu, Sông Miên, Nậm Ma, Nậm Dầu, Suối Chang, Nậm Ngần, Nậm Mu, Ngòi Quang, Suối Pha, Ngòi Sảo, Sông Con, Ngòi Lắc, Lắc Con, Sông Thụt, Ngòi Mục, Gốc Gạo, Linh Kiêm, Suối Cả, Ngòi Lũ, Ngòi Dăm, sông Gâm, ngòi Là, sông Chảy, sông Đồng, suối Cái, sông Phó Đáy.

### Chi lưu
Từ Ngã ba Hạc xuống hạ lưu thì Sông Hồng không nhận thêm nước nữa mà bắt đầu rót nước sang các phân lưu. 
- Sông Đáy: rút nước sông Hồng tại 2 cống Cẩm Đình và Tắc Giang (Hà Nội)
- Sông Đuống chảy từ Hà Nội (chỗ ngã ba Đông Anh, Tây Hồ, Long Biên) sang Phả Lại ở phía đông thuộc Hải Dương
- Sông Luộc nối sông Hồng từ phía nam thành phố Hưng Yên sang sông Văn Úc tại Quý Cao (huyện Vĩnh Bảo, thành phố Hải Phòng
- Sông Phủ Lý nối sông Hồng sang sông Đáy
- Sông Nam Định nối sông Hồng sang sông Đáy
- Sông Ninh Cơ (còn gọi là Lạch Giang hay Ninh Cơ).
- Sông Trà Lý nối sông Hồng cắt qua tỉnh Thái Bình đổ ra cửa Trà Lý tại Đông Hải, Tiền Hải, Thái Bình.

## Lợi ích và nguy cơ
Nước Sông Hồng về mùa lũ có màu đỏ hồng do phù sa mà nó mang theo, đây cũng là nguồn gốc tên gọi của nó. Lượng phù sa của Sông Hồng rất lớn, trung bình khoảng 100 triệu tấn/nǎm tức là gần 1,5 kg/m³ nước.
Sông Hồng góp phần quan trọng trong sinh hoạt đời sống cũng như trong sản xuất. Phù sa giúp cho đồng ruộng thêm màu mỡ, đồng thời bồi đắp và mở rộng vùng châu thổ ở vùng duyên hải thuộc 2 tỉnh Thái Bình, Nam Định. Nguồn cá bột của sông Hồng đã cung cấp giống đáng kể cho nghề nuôi cá nước ngọt ở đồng bằng Bắc Bộ.
Do lượng phù sa lớn mà lòng sông luôn bị lấp đầy khiến cho lũ lụt thường xuyên xảy ra, vì thế mà từ lâu 2 bên bờ sông người ta đã đắp lên những con đê to nhỏ để tránh lũ lụt ngăn nước.
Sử sách đã ghi lại hàng trăm vụ vỡ đê lớn nhỏ ở sông Hồng. Bắt đầu từ nhà Lý trở đi (năm 1010), quốc sử mới có những ghi chép liên tục về chuyện vỡ đê, nhưng cũng chỉ ghi lại những năm lụt lớn:
- Lý Nhân Tông năm thứ 7, Mậu Ngọ 1078, nước lụt tràn ngập trong thành. Cũng triều Lý Nhân Tông năm thứ 50, Tân Sửu 1121, mùa hạ tháng 5, nước to tràn vào đến ngoài cửa Đại Hưng, dù đê Cơ Xá được đắp để bảo vệ kinh thành từ năm 1108.
- Năm Bính Thân 1236, triều Trần Thái Tông năm thứ 12, tháng 6 vỡ đê, nước ngập cung Lệ Thiên. Hai năm sau, năm Mậu Tuất 1238, mùa thu tháng 7, nước to, đê vỡ, ngập cung Thưởng Xuân. Đến năm Quý Mão 1243, nước lụt còn phá vỡ cả thành Đại La.
- Năm Canh Ngọ 1270, triều Trần Thánh Tông, mùa thu tháng 7 nước lũ to. Các đường phố và kinh thành đều phải đi lại bằng thuyền.
- Năm 1445, triều Lê Nhân Tông, nước sông lên to, ngập vào trong thành sâu đến 3 thước, lúa mạ tổn hại đến 1/3 cả nước.
- Năm Đinh Hợi 1467, Lê Thánh Tông năm thứ 7, nước dâng cao khiến đê điều bị vỡ, thóc lúa bị ngập, nhiều người chết đói.
- Năm Tân Hợi 1491, tháng 8 mùa thu, mưa rất to suốt ngày đêm không ngớt. Nước lũ lên dữ dội, Điện Kính Thiên nước ngập sâu 2 thước 2 tấc.
- Năm Canh Ngọ 1630, triều Lê Thần Tông, mùa thu tháng 8, nước sông tràn vào, nước chảy trên đường phố Cửa Nam như thác, phố phường nhiều người chết đuối. Liên tiếp các năm Tân Mùi 1631, Nhâm Thân 1632, cung điện nhà vua đều bị ngập lụt.
- Thời Gia Long năm 1802, nước lớn đê vỡ. Năm 1809, lũ lụt tràn ngập. Năm Giáp Thìn 1844, nước sông lên đến hơn 10 thước, đồng ruộng Hưng Yên, Hà Nội, Nam Định, Quảng Yên đều bị ngập.
- Trong các triều vua Nguyễn thì triều Tự Đức có nhiều lũ lụt nhất, đồng bằng Bắc bộ vỡ đê liên miên vì đê điều ít được tu sửa. Đê Văn Giang (Hưng Yên giáp Hà Nội) vỡ 18 năm liền, từ 1863 - 1886, dân cư phiêu bạt, xóm làng trở thành đầm lầy.
- Thời Pháp thuộc, cứ 3 năm thì có 1 năm đê vỡ. Các trận lụt năm 1893, năm 1915 làm bốn tỉnh hữu ngạn sông Hồng ngập chìm trên 3 tháng. Trong vòng 100 năm (kể từ năm 1901), đồng bằng sông Hồng đã có 26 trận lũ lớn. Các trận lũ lớn này đa số xảy ra vào tháng 8, nhằm vào cao điểm của mùa mưa bão.[4] Năm 1926, ngày 29 tháng 7, lũ lớn làm vỡ đê nhiều nơi, tổng diện tích đất canh tác bị ngập lụt do vỡ đê khoảng 100.000 ha. Trận lũ lớn vào tháng 8 năm 1945 gây vỡ đê tại 79 điểm, gây ngập 11 tỉnh với tổng diện tích 312.000 ha, ảnh hưởng tới cuộc sống của 4 triệu người.
- Trận lũ lớn gần nhất là năm 1969 và 1971, làm vỡ đê hàng loạt, hơn 500 người chết, gần 100.000 người bị ảnh hưởng nặng vì trận lũ này.

Sau năm 1971, do đê điều được củng cố và việc xây dựng các kênh đào, đập nước, đập thủy điện chia lũ nên lũ lụt không xảy ra nữa, tuy nhiên công tác canh phòng đê sông Hồng vẫn phải được duy trì liên tục, bởi nếu xảy ra sự cố thì hậu quả sẽ rất nghiêm trọng.

## Khai thác thủy điện

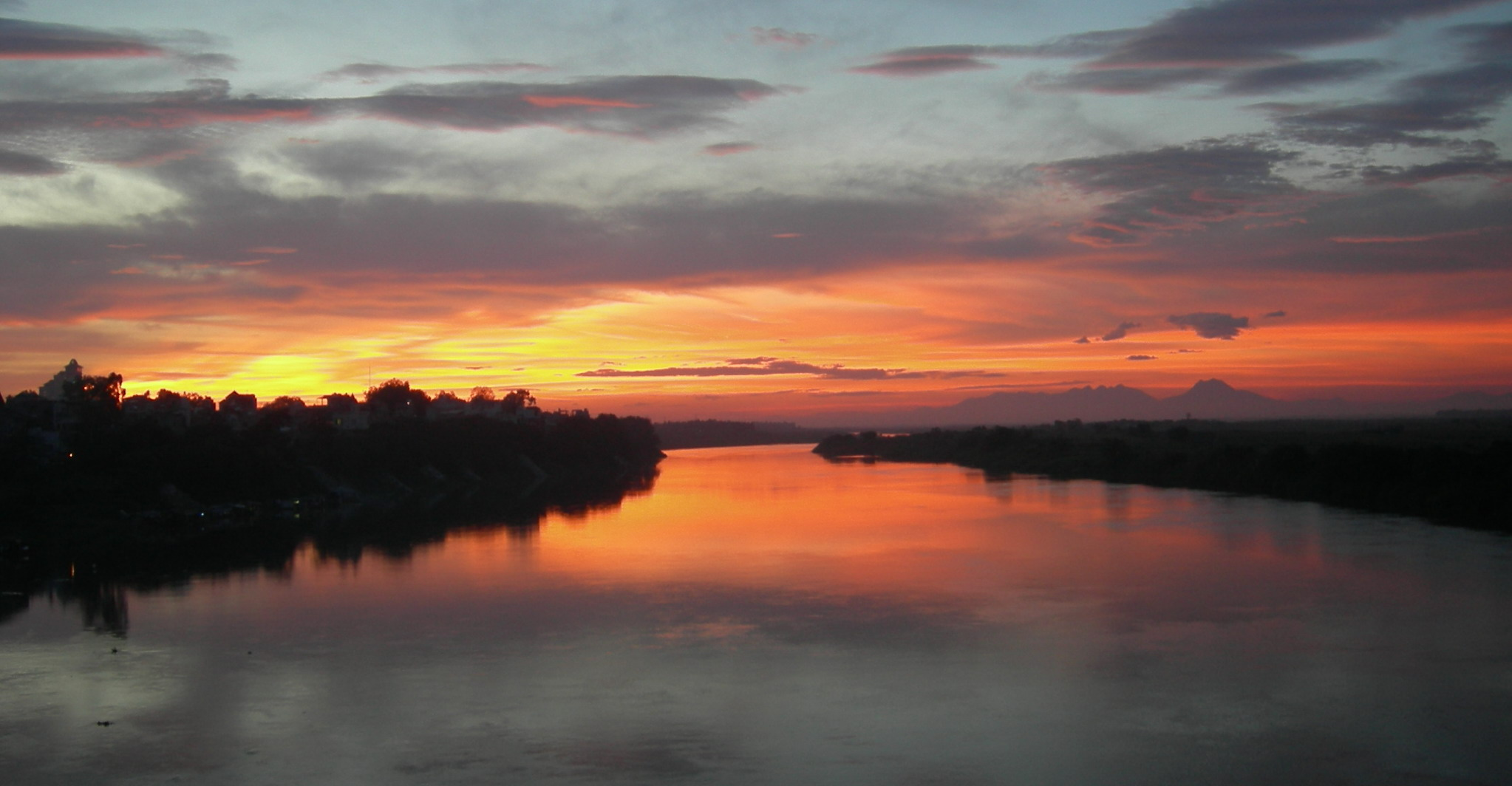
Hoàng hôn trên sông Hồng, nhìn từ cầu Long Biên.

Nguồn thủy năng trong lưu vực sông Hồng tương đối dồi dào, điều kiện khai thác thuận lợi nhất là công trình trên sông nhánh, cho đến nay đã xây dựng các trạm thủy điện sau:
Số lượng các trạm phát điện có công suất lắp máy dưới 10 MW là 843 với tổng công suất lắp đặt là 99,4 MW và 1 trạm thủy điện loại vừa ở Lục Thủy Hà có công suất 57,5 MW, như vậy mới khai thác chưa đến 5% khả năng thủy điện có thể khai thác trong lưu vực. Tổng công suất các trạm thủy điện trong lưu vực có thể khai thác đạt 3.375 triệu kW trong đó dòng chính sông Hồng chỉ chiếm 23% còn 77% tập trung ở các sông nhánh.
Nét nổi bật về khai thác thủy điện lưu vực sông Hồng là:
- Tập trung khai thác thủy điện trên các sông nhánh có đầu nước cao lưu lượng nhỏ, kiểu đường dẫn chuyển nước sang lưu vực địa hình thấp là kinh tế nhất.
- Dòng chính sông Hồng chảy theo đường thẳng, ít gấp khúc và chêch lệch thủy đầu tập trung không nhiều vì vậy phần lớn khai thác kiểu thủy điện sau đập, có nhiều khó khăn vì núi cao khe sâu phải làm đập cao để tạo đầu nước sẽ không kinh tế.
- Các thủy điện trên sông nhánh thường xa khu dân cư và đất canh tác rất phân tán, làm thế nào để công trình thủy điện đồng thời kết hợp cấp nước cho sản xuất và đời sống của nông dân là vấn đề cần nghiên cứu giải quyết đạt hiệu ích kinh tế.

Nhưng do lượng phù sa lớn, làm nông dòng sông và lưu lượng chảy sẽ kém nên sẽ làm giảm hiệu quả hay phá hủy các công trình thủy điện trong tương lai gần đây.

## Lưu lượng
Bản thống kê lưu lượng nước qua từng tháng được thống kê trong bảng sau:
| Tháng            | 1    | 2    | 3   | 4    | 5    | 6    | 7    | 8    | 9    | 10   | 11   | 12   |
| ---------------- | ---- | ---- | --- | ---- | ---- | ---- | ---- | ---- | ---- | ---- | ---- | ---- |
| Lưu lượng (m³/s) | 1318 | 1100 | 914 | 1071 | 1893 | 4692 | 7986 | 9246 | 6690 | 4122 | 2813 | 1746 |

## Các tỉnh, thành phố chảy qua
- Trung Quốc
  - Vân Nam
- Việt Nam
  - Lào Cai
  - Phú Thọ
  - Hà Nội
  - Hưng Yên
  - Ninh Bình
  - Hải Phòng

## Các cây cầu đường bộ vượt sông
Trên lãnh thổ Việt Nam (theo thứ tự từ Bắc đến Nam).

### Hiện tại
- Cầu Kim Thành, Lào Cai (Việt Nam) - Vân Nam (Trung Quốc)
- Cầu Cốc Lếu, hai bờ TP. Lào Cai (Lào Cai)
- Cầu Phố Mới, hai bờ TP. Lào Cai (Lào Cai)
- Cầu Giang Đông, hai bờ TP. Lào Cai (Lào Cai)
- Cầu Phố Lu, hai bờ Bảo Thắng (Lào Cai)
- Cầu Bảo Hà, Văn Bàn - Bảo Yên (Lào Cai)
- Cầu Trái Hút, hai bờ Văn Yên (Yên Bái)
- Cầu Mậu A, hai bờ Văn Yên (Yên Bái)
- Cầu Cổ Phúc, hai bờ Trấn Yên (Yên Bái)
- Cầu Yên Bái, hai bờ TP. Yên Bái (Yên Bái)
- Cầu Bách Lẫm, hai bờ TP. Yên Bái (Yên Bái)
- Cầu Tuần Quán, hai bờ TP. Yên Bái (Yên Bái)
- Cầu Giới Phiên, hai bờ TP. Yên Bái (Yên Bái)
- Cầu Văn Phú, hai bờ TP. Yên Bái (Yên Bái)
- Cầu Hạ Hòa, hai bờ Hạ Hòa (Phú Thọ)
- Cầu Sông Hồng, Cẩm Khê - Thanh Ba (Phú Thọ)
- Cầu Ngọc Tháp, Tam Nông - TX. Phú Thọ (Phú Thọ)
- Cầu Phong Châu, Tam Nông - Lâm Thao (Phú Thọ)
- Cầu Văn Lang, Hà Nội - Phú Thọ
- Cầu Vĩnh Thịnh, Hà Nội - Vĩnh Phúc
- Cầu Thăng Long, Bắc Từ Liêm - Đông Anh (Hà Nội)
- Cầu Nhật Tân, Đông Anh - Tây Hồ (Hà Nội)
- Cầu Long Biên, Long Biên - Hoàn Kiếm (Hà Nội)
- Cầu Chương Dương, Long Biên - Hoàn Kiếm (Hà Nội)
- Cầu Vĩnh Tuy, Long Biên - Hai Bà Trưng (Hà Nội)
- Cầu Thanh Trì, Hoàng Mai - Long Biên - Gia Lâm (Hà Nội)
- Cầu Yên Lệnh, Hưng Yên - Hà Nam
- Cầu Hưng Hà, Hưng Yên - Hà Nam
- Cầu Thái Hà, Thái Bình - Hà Nam
- Cầu Tân Đệ, Nam Định - Thái Bình

### Tương lai
- Cầu Vân Phúc, Hà Nội - Vĩnh Phúc
- Cầu Hồng Hà, Bắc Từ Liêm - Mê Linh (Hà Nội)
- Cầu Thượng Cát, Bắc Từ Liêm - Đông Anh, Mê Linh (Hà Nội)
- Cầu Tứ Liên, Tây Hồ - Đông Anh (Hà Nội)
- Cầu Trần Hưng Đạo, Hoàn Kiếm - Long Biên - Hai Bà Trưng (Hà Nội)
- Cầu Ngọc Hồi, Hà Nội - Hưng Yên
- Cầu Mễ Sở, Hà Nội - Hưng Yên
- Cầu Mai Động, Hà Nội - Hưng Yên
- Cầu Sa Cao, Nam Định - Thái Bình
- Cầu Cồn Nhất, Nam Định - Thái Bình
- Cầu Thái Định, Nam Định - Thái Bình

## Các hình ảnh về sông Hồng

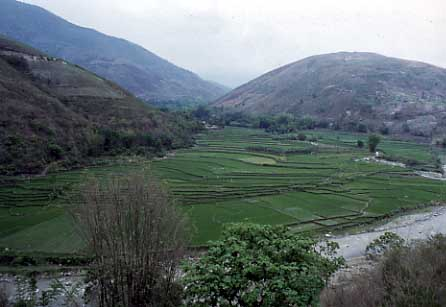
Sông Hồng, đoạn chảy qua Nguyên Dương, Vân Nam, Trung Quốc.
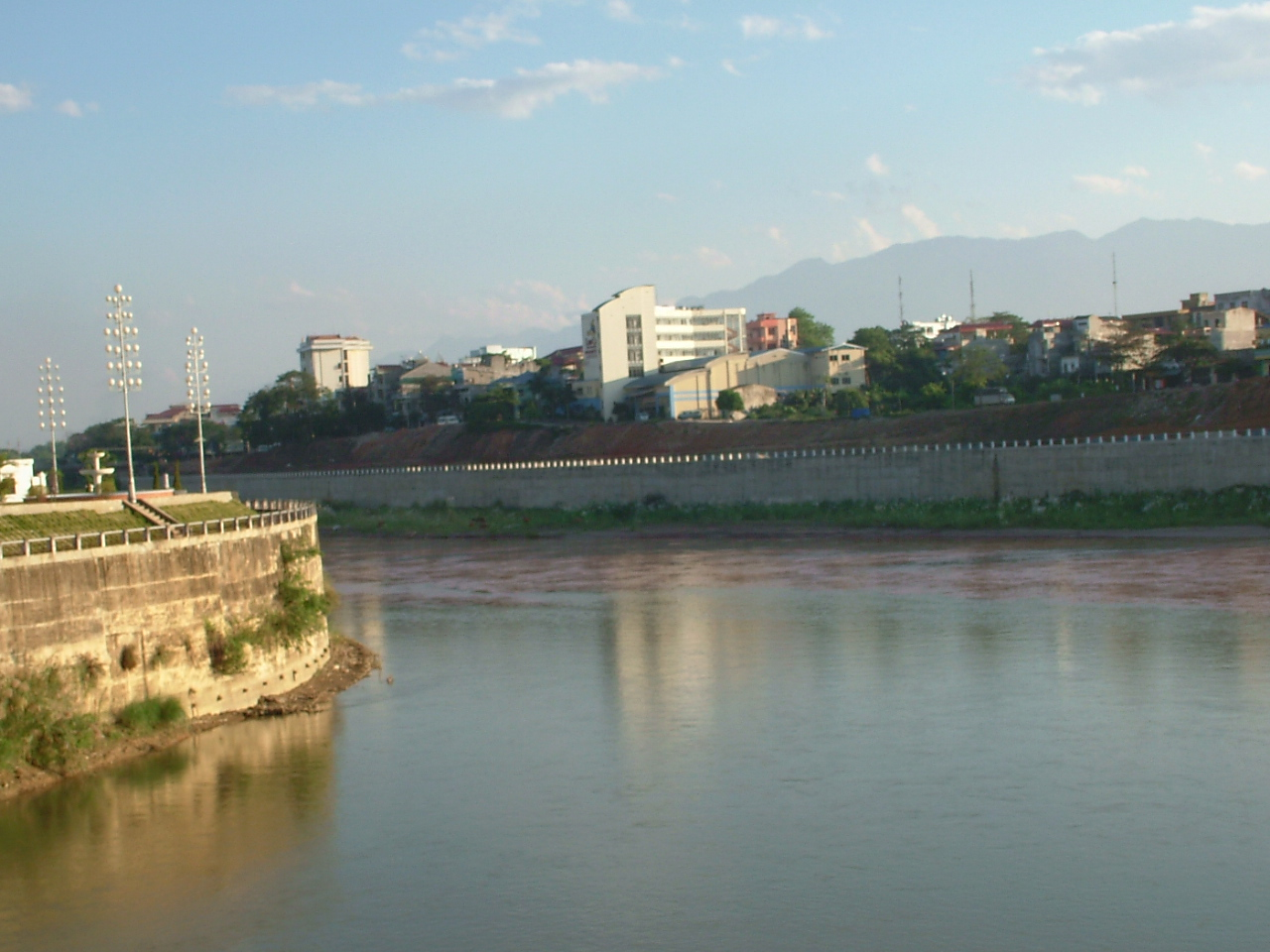
Sông Hồng đoạn chảy qua Lào Cai, Việt Nam
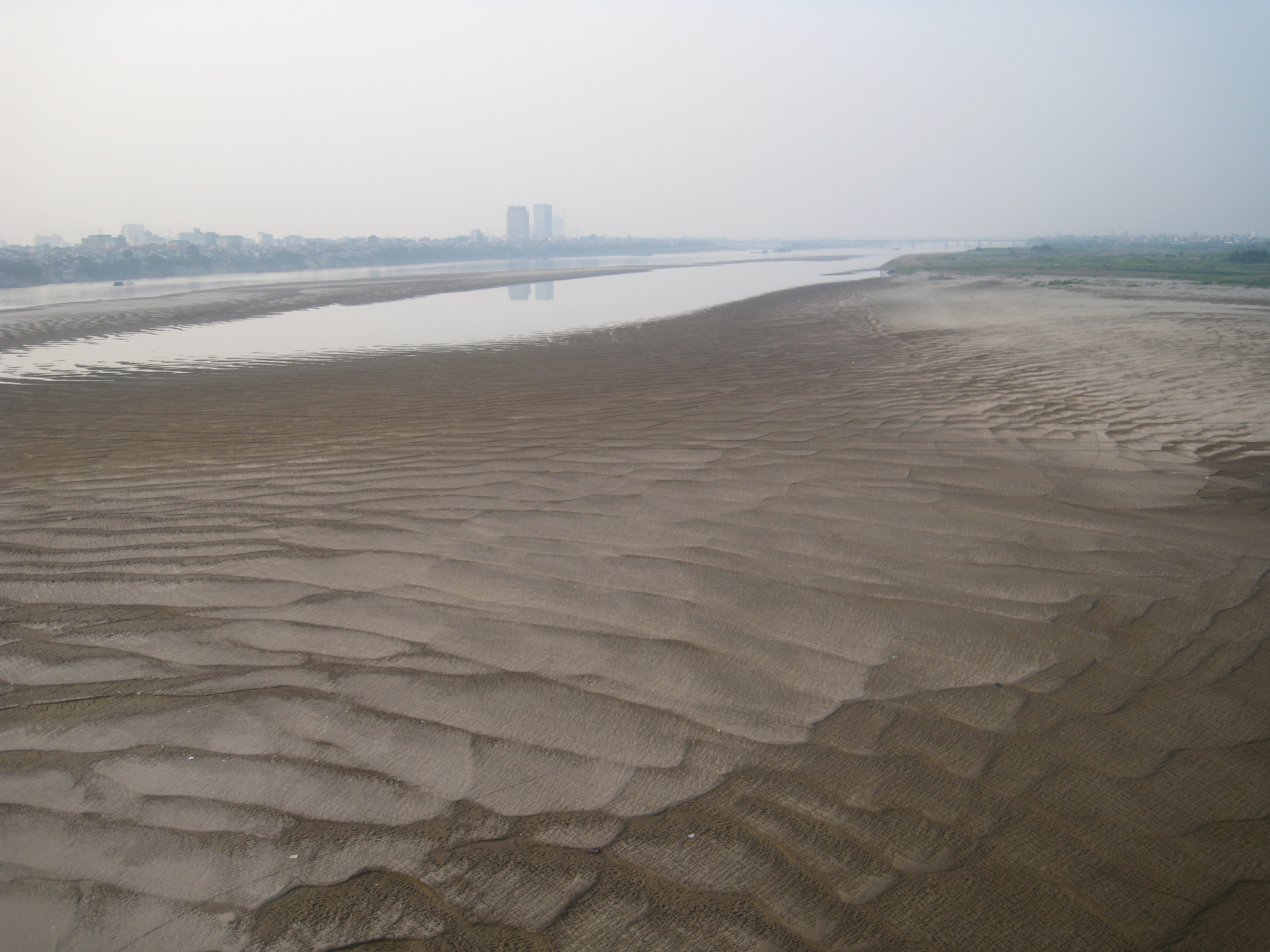
Sông Hồng mùa cạn (đoạn qua cầu Vĩnh Tuy), chụp ngày 31.10.2009
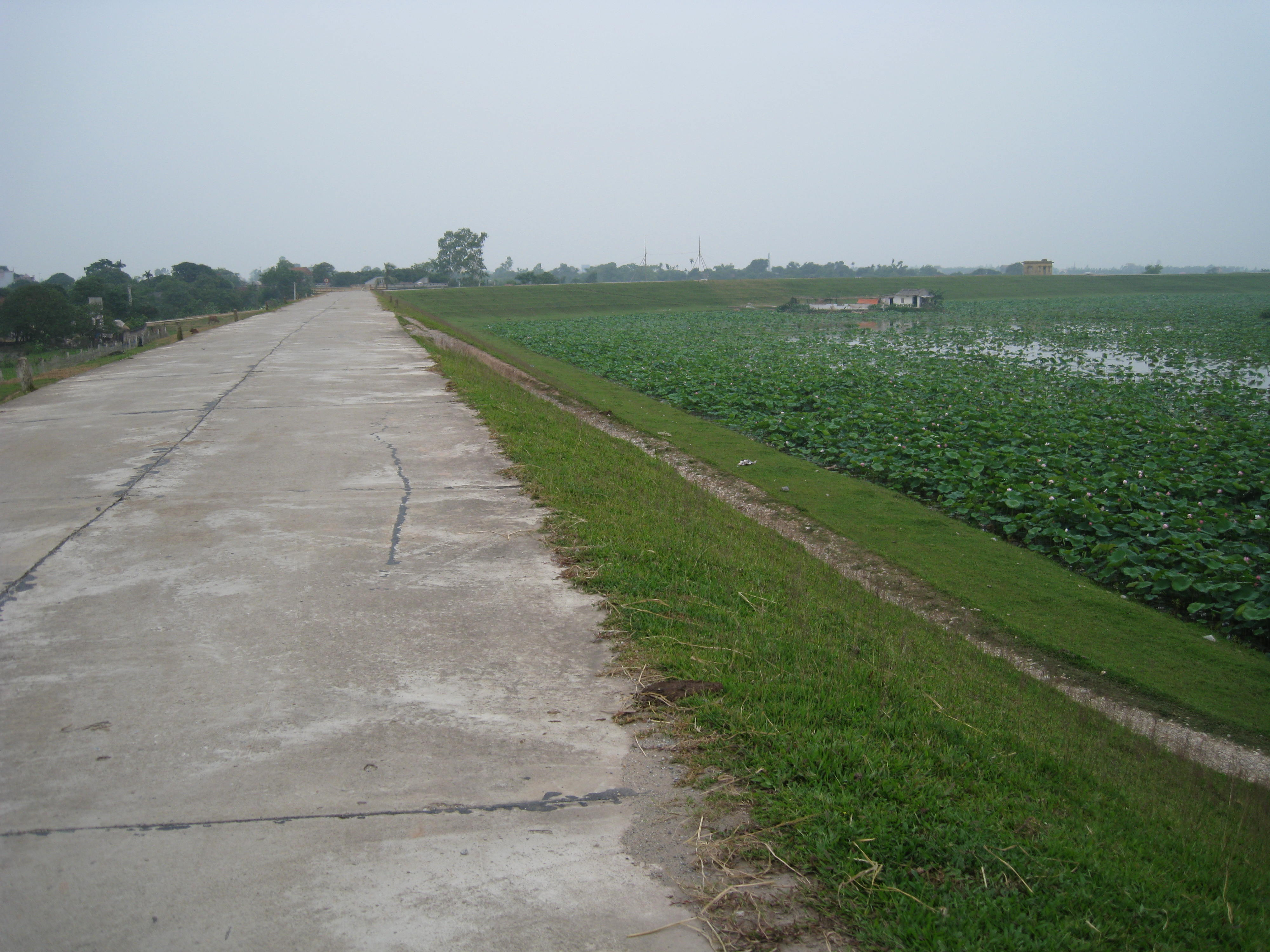
Đê sông Hồng
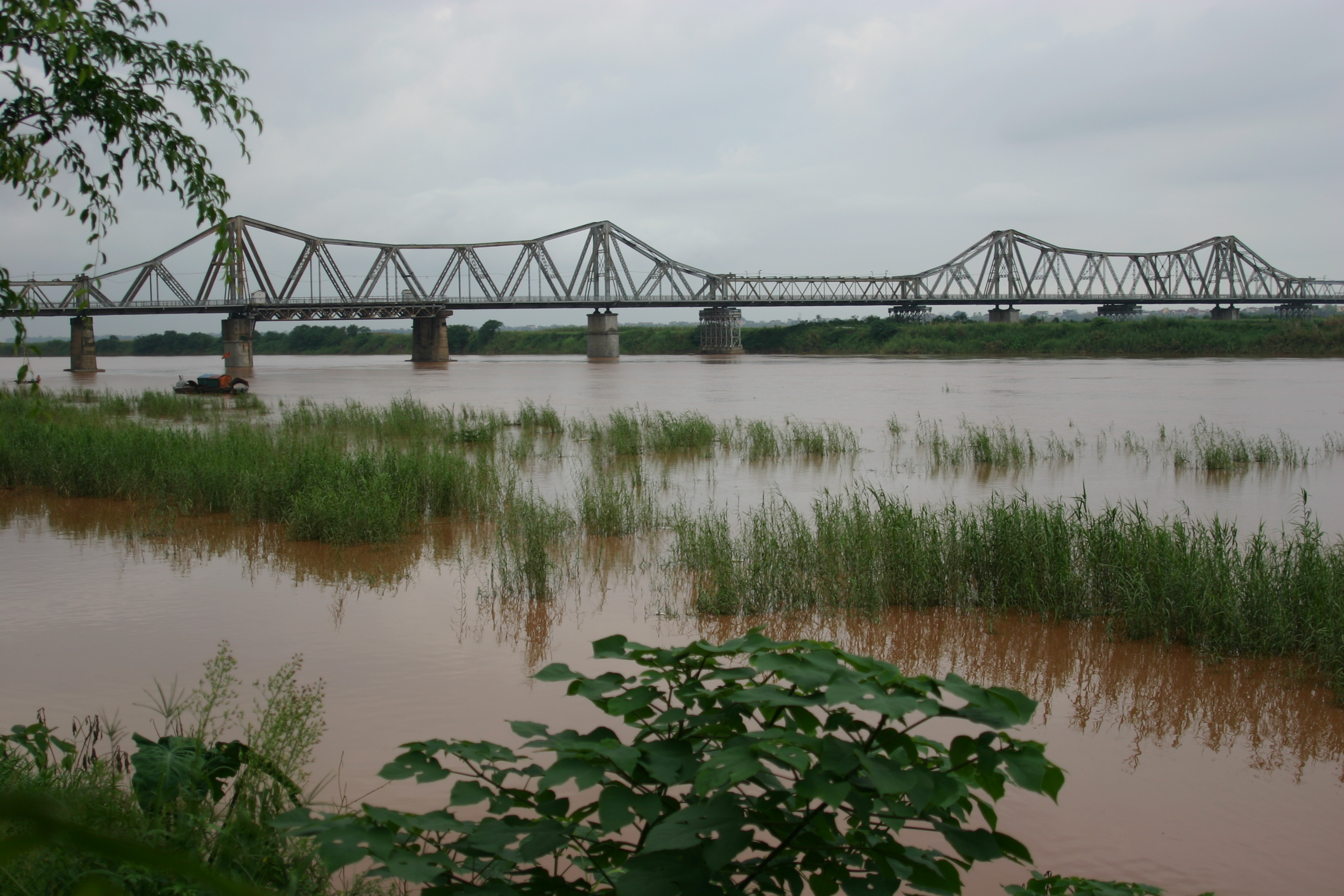
Cầu Long Biên bắc qua sông Hồng
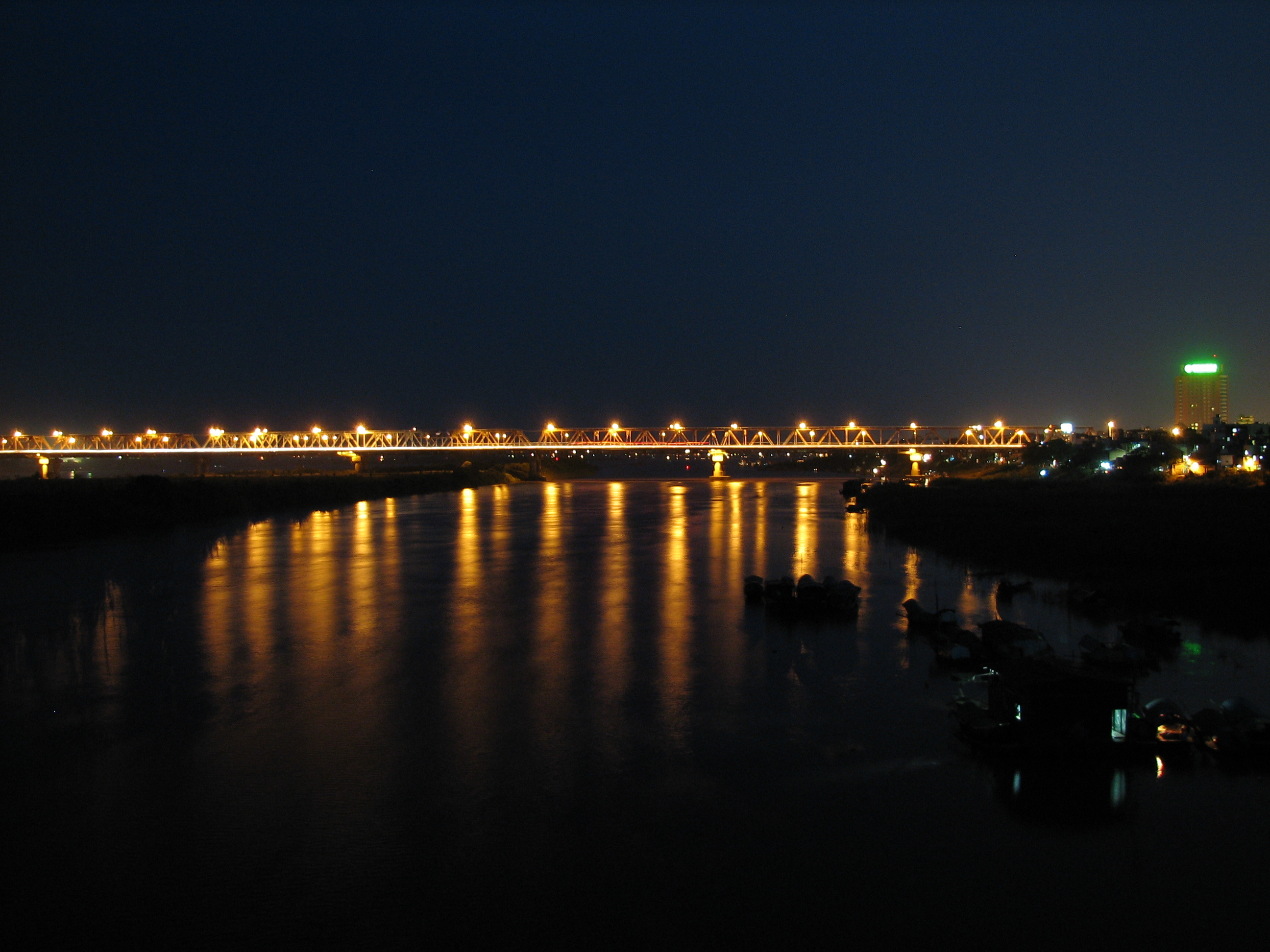
Cầu Chương Dương bắc qua sông Hồng